# Lago Petén Itzá
El Lago Petén Itzá es un lago en el departamento de El Petén al norte de Guatemala. El lago tiene una extensión de 99 km² y es el tercer lago natural más grande del país, después del lago de Izabal y el lago de Atitlán. Tiene una profundidad máxima de 160 m y se sitúa a una altitud de 110 m s. n. m. en coordenadas geográficas entre latitud 16º54’40” a 17º01’00” y longitud 89°41'30" a 89º55’30”. En uno de sus islotes está ubicada la ciudad de Flores, la cabecera departamental del Petén.

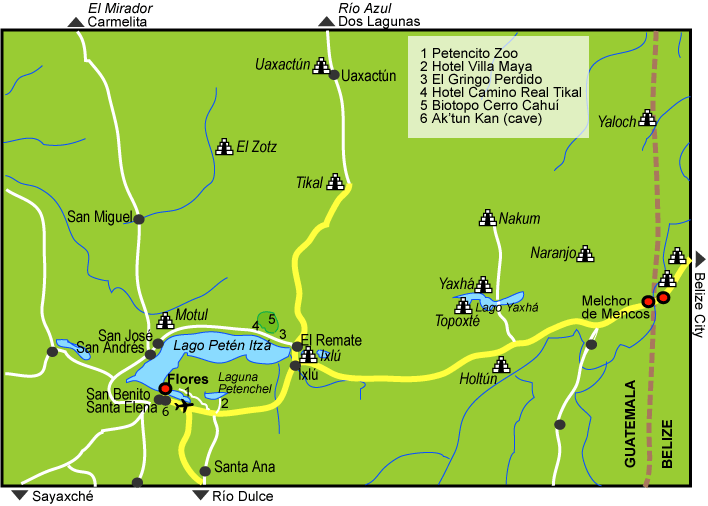
Mapa en el que se muestra el lago Petén Itzá, la ciudad costera de Flores y las ruinas arqueológicas

En la riviera del Lago Petén Itzá existen varias comunidades y una ciudad; entre ellas: El Remate, Jobompiché, San José, San Pedro, San Miguel, Ciudad Santa Elena de la Cruz en tres municipios: Municipio de San Benito, Municipio de Flores, Municipio de San Andrés.

## Etimología
El arqueólogo y mayista Alfredo Barrera Vásquez en la traducción de los textos de El Libro de los Libros de Chilam Balam, al referirse a la Crónica Matichu, proporcionó la etimología de la voz itzá: "Itzá es un compuesto de dos elementos its + a'. El primero, itz, lo tomamos por brujo o mago y a' por agua. El nombre itzá, itsá, pues, se traduce por brujo-del-agua.
Otros autores señalan que la palabra itzá también podría traducirse "aguas encantadas" y este podría haber sido el nombre del lago aún antes de la formación del pueblo Itzá.